# الشبيبي
الشبيبي هو تمر ينتج في محافظة الأحساء ومحافظة القطيف في المنطقة الشرقية المملكة العربية السعودية.

## مميزات
يتميز تمر الشبيبي بجودته.

## الوصف
شكل صنف الشبيبي بشكله البيضاوي، واللون الشبيبي في مرحلة البسر أصفر، واللون في المرحلة الرطب آهرماني واللون في مرحلة التمر آهرماني غامق، وتتميز نخلة الشبيبي بكثافة السعف، وسعف النخلة مرتفع لا ينحني إلي أسفل، وثمار صنف الشيبي متوسطة إلي كبيرة الحجم، ينضج الشبيبي في منتصف الموسم، وتعتبر جودة الثمار متوسطة الجودة.

## صناعة تحويلية
يعتبر الشبيبي من الأصناف التي تحول محصول البسر إلي سلوق أو مطبوخ أو مجفف تحت أشعة الشمس حتي يتحول إلي قاسي، لحفظ الشبيبي لأكثر من 24 شهرًا دون فساد المحصول، وتهدف العملية إلي توفير مادة غذائية لمرضي السكري، ويعتبر المسلوق صعب التعرض لأفات الحشرات.

## التاريخ
كان النخيل الشبيبي متوفرًا بكثرة طبقًا لإحصاء عالم النخيل العراقي عبد الجبار البكر في عام 1951، يعتبر صنف الشبيبي معرض لإنقراض في الوقت الحالي، عدد النخيل الشبيبي في إحصاء 2017 تسعة نخلات فقط في محافظة القطيف، موزعه كالتالي 3 نخيل في بلدة القديح، ونخلتين في جزيرة تاروت، ونخلتين في قرية التوبي، ونخلة في الخويلدية، وفسيلة في سيحة العياشي.